# Bengt J. Lindberg
Bengt Jacob Lindberg, född 28 mars 1904 i Gävle, död 4 maj 1975 i Göteborgs Vasa församling, var en svensk psykiater. 
Lindberg blev medicine licentiat vid Lunds universitet 1932, medicine doktor och docent i psykiatri i Lund 1938, var docent i psykologi och psykiatri i Göteborg 1939–53, professor i psykiatri där från 1953 samt överläkare vid Sahlgrenska sjukhuset från 1946 (biträdande 1942). Han invaldes som ledamot av Vetenskaps- och vitterhetssamhället i Göteborg 1956. Han författade skrifter i psykologi och psykiatri.